# Rob de Nijs
Rob de Nijs (26. prosince 1942 – 16. března 2025 Bennekom) byl nizozemský zpěvák a herec. Narodil se v Amsterdamu a svůj první singl nazvaný „Rhythm of the Rain“ vydal v roce 1963. Své první album vydal v roce 1964 (Dit is Rob de Nijs), doprovázela jej zde kapela The Lords. S tou se později rozešel a své první sólové album In de uren van de middag vydal až v roce 1973. Později následovala řada dalších alb a singlů. Rovněž působil jako herec, hrál převážně v televizních seriálech.